# Ida Götzsche
Ida Ernfred Götzsche (født 25. maj 2005) er en kvindelig dansk håndboldspiller som spiller for Aarhus Håndbold i damehåndboldligaen.  
Götzsche har siden 2021 optrådt for U/17-landsholdet som højre fløj, hvor hun også deltog under U/17-EM i håndbold 2021 i Montenegro, hvor det blev til en 4. plads.   
Götzsche optrådte tillige for U/19-landsholdet under U19-EM i 2023 i Rumænien, hvor det blev til en 2. plads.  
Götzsche blev i juli 2023 hentet til København Håndbold, som spiller i Damehåndboldligaen.
Götzsche har fra 2024 skrevet en 2-årig kontrakt med Aarhus Håndbold.